# Staszów (district)
Staszów (powiat staszowski) is een Pools district (powiat) in de woiwodschap Heilig Kruis. Het district heeft een oppervlakte van 924,8 km² en telt 73.320 inwoners (2014).
Stadsdistrict:
Kielce

Districten:
Busko-Zdrój · Jędrzejów · Kazimierza · Kielce · Końskie · Opatów · Ostrowiec · Pińczów · Sandomierz · Skarżysko · Starachowice · Staszów · Włoszczowa

Grootste steden:
Kielce · Końskie · Ostrowiec Świętokrzyski · Sandomierz · Skarżysko-Kamienna · Starachowice